# Jacques Pollet
Jacques Victor Marie-Joseph Pollet (Roubaix, 28 luglio 1922 – Parigi, 16 agosto 1997) è stato un pilota automobilistico francese di Formula 1.

## Risultati completi in Formula 1
| 1954 | Scuderia | Vettura |  |  |  |     |  |  |  |  |     |  |  |  |  |  |  |  |  |  |  |  |  |  |  |  | Punti | Pos. |
| ---- | -------- | ------- |  |  |  | --- |  |  |  |  | --- |  |  |  |  |  |  |  |  |  |  |  |  |  |  |  | ----- | ---- |
| 1954 | Gordini  | T16     |  |  |  | Rit |  |  |  |  | Rit |  |  |  |  |  |  |  |  |  |  |  |  |  |  |  | 0     |      |

| 1955 | Scuderia | Vettura |  |   |  |  |    |  |     |  |  |  |  |  |  |  |  |  |  |  |  |  |  |  |  |  | Punti | Pos. |
| ---- | -------- | ------- |  | - |  |  | -- |  | --- |  |  |  |  |  |  |  |  |  |  |  |  |  |  |  |  |  | ----- | ---- |
| 1955 | Gordini  | T16 T32 |  | 7 |  |  | 10 |  | Rit |  |  |  |  |  |  |  |  |  |  |  |  |  |  |  |  |  | 0     |      |

| Legenda | 1º posto     | 2º posto | 3º posto    | A punti         | Senza punti/Non class.  | Grassetto – Pole position Corsivo – Giro più veloce |
| Legenda | Squalificato | Ritirato | Non partito | Non qualificato | Solo prove/Terzo pilota | Grassetto – Pole position Corsivo – Giro più veloce |